# Balantiopteryx infusca
El murciélago ecuatoriano de sacos alares, Balantiopteryx infusca, es una especie de murciélago de la familia Emballonuridae. 

## Distribución geográfica
Ha sido registrado solamente en dos localidades, una en Colombia y dos en Ecuador, de donde fue descrito por Oldfield Thomas en 1897.

## Estado de conservación
Se encuentra amenazada de extinción por la pérdida de su hábitat natural.